# Freila
Freila è un comune spagnolo di 926 abitanti situato nella comunità autonoma dell'Andalusia.